# Giuseppe Torelli (politico)
Giuseppe Torelli detto Mauro (Imperia, 13 marzo 1940 – Imperia, 12 agosto 2019) è stato un politico italiano.

## Biografia
Figlio di artigiani, ha conseguito la maturità scientifica nel liceo Vieusseux di Imperia.
Eletto parlamentare nel 1983, ha partecipato ai lavori della Camera dei deputati nell'ambito del gruppo del Pci nella IX Legislatura e poi nuovamente nei mesi finali della X Legislatura (subentrando dopo le dimissioni di Alessandro Natta nell'ottobre 1991). In Parlamento è stato componente della Commissione Interni e successivamente della Commissione Esteri.
In tale contesto ha avuto l'incarico di responsabile dei problemi dell'ordine pubblico e delle forze di polizia e dei Vigili del fuoco, con particolare riferimento alla problematica della Protezione civile.
In precedenza, a partire dal 1965, è stato per venti anni consigliere comunale di Imperia, svolgendovi lungamente la funzione di capogruppo. È stato Sindaco del capoluogo nel 1975.
Nella Federazione Giovanile Comunista Italiana (Fgci) ha ricoperto l'incarico di segretario provinciale e componente del Comitato Centrale.
Nel Pci, dal 1972 al 1983 e quindi nel 1991, ha svolto le funzioni di Segretario provinciale e dirigente in organismi provinciali, regionali e nazionali, come altresì successivamente nel Partito Democratico della Sinistra e nei Democratici di Sinistra.
Nel 1989 aderì alla seconda mozione, voluta tra gli altri da Pietro Ingrao e Alessandro Natta, contraria alla svolta della Bolognina, operata dal segretario del Pci Occhetto. Tale mozione si affermò in provincia di Imperia nel congresso del 1990. 
Eletto consigliere provinciale a Imperia nel 1990, nell'ambito della legislatura ha svolto la funzione di Presidente della Commissione Affari istituzionali. Membro dell'Unione regionale province liguri, è stato eletto altresì nell'assemblea nazionale dell'Upi.
Dal 1998 è membro del Coordinamento nazionale dell'Associazione per il Rinnovamento della Sinistra (Ars), di cui è stato tra i promotori e Presidente dell'Ars di Imperia intitolata ad Alessandro Natta.
È stato componente della Presidenza del Consiglio nazionale dei Garanti dei Ds a partire dal congresso di Pesaro del 2001.
Al congresso Ds di Firenze del 2007 non aderisce alla proposta di dar vita al Partito Democratico.